# Eublemma gratissima
Eublemma gratissima is een vlinder van de familie van de spinneruilen (Erebidae). De wetenschappelijke naam van deze soort is voor het eerst voorgesteld als Thalpochares albida var. gratissima door Otto Staudinger in een publicatie uit 1892.

## Verspreiding
De soort komt voor in Zuidoost-Bulgarije, Zuidwest-Europees-Rusland, Turkije, Cyprus, Israël, Jordanië, Irak, Iran en Kazachstan.

## Waardplanten
De rups leeft op Echinops sp. (Asteraceae).